# Villers-aux-Érables
Villers-aux-Érables är en kommun i departementet Somme i regionen Hauts-de-France i norra Frankrike. Kommunen ligger i kantonen Moreuil som tillhör arrondissementet Montdidier. År 2022 hade Villers-aux-Érables 145 invånare.

## Befolkningsutveckling
Antalet invånare i kommunen Villers-aux-Érables
| Referens: INSEE |